# Сезар (кинопремия, 2016)
41-я церемония вручения наград премии «Сезар» за заслуги в области французского кинематографа за 2015 год состоялась 26 февраля 2016 года в театре «Шатле» (Париж, Франция). Номинанты были объявлены на пресс-конференции 27 января 2016 года.
Церемония транслировалась в прямом эфире на канале Canal+ и прошла под председательством режиссёра Клода Лелуша. Ведущей церемонии выступила комедийная актриса Флоренс Форести. Почётный «Сезар» был вручён американскому актёру Майклу Дугласу.

## Список лауреатов и номинантов
Количество наград/номинаций:
- 4/11: «Маргарита»
- 1/11: «Три воспоминания моей юности»
- 4/9: «Мустанг»
- 0/9: «Дипан»
- 2/8: «Молодая кровь»
- 0/8: «Мой король»
- 3/4: «Фатима»
- 0/4: «Ковбои»
- 1/3: «Закон рынка» / «Долина любви»
- 0/3: «Дневник горничной»
- 1/2: «Горностай»
- 0/2: «Наше лето» / «Дело СК1» / «Запах мандарина»
- 1/1: «Маленький принц» / «Воскресный обед» / «Завтра» / «La Contre-allée» / «Бёрдмэн»

### Основные категории
• Победители выделены отдельным цветом. 
| Категории                                  | Лауреаты и номинанты |
| ------------------------------------------ | --- |
| Лучший фильм                               | • Фатима / Fatima (продюсеры: Ясмина Нини-Фокон, Филипп Фокон; режиссёр: Филипп Фокон)                                              |
| Лучший фильм                               | • Дипан / Dheepan (продюсеры: Паскаль Кочето, Грегуар Сорла; режиссёр: Жак Одиар)                                                   |
| Лучший фильм                               | • Закон рынка / La Loi du marché (продюсеры: Христоф Россиньон, Филипп Боэффар; режиссёр: Стефан Бризе)                             |
| Лучший фильм                               | • Маргарита / Marguerite (продюсеры: Оливье Дельбоск, Марк Миссонье; режиссёр: Ксавье Джанноли)                                     |
| Лучший фильм                               | • Мой король / Mon roi (продюсер: Ален Атталь; режиссёр: Майвенн)                                                                   |
| Лучший фильм                               | • Мустанг / Mustang (продюсер: Шарль Жилибер; режиссёр: Дениз Гамзе Эргювен)                                                        |
| Лучший фильм                               | • Молодая кровь / La Tête haute (продюсеры: Франсуа Краус, Дени Пино-Валенсьенн; режиссёр: Эмманюэль Берко)                         |
| Лучший фильм                               | • Три воспоминания моей юности / Trois souvenirs de ma jeunesse (продюсеры: Паскаль Кочето, Грегуар Сорла; режиссёр: Арно Деплешен) |
| Лучшая режиссура                           | • Арно Деплешен — «Три воспоминания моей юности»                                                                                    |
| Лучшая режиссура                           | • Жак Одиар — «Дипан» |
| Лучшая режиссура                           | • Стефан Бризе — «Закон рынка» |
| Лучшая режиссура                           | • Ксавье Джанноли — «Маргарита» |
| Лучшая режиссура                           | • Майвенн — «Мой король» |
| Лучшая режиссура                           | • Дениз Гамзе Эргювен — «Мустанг»                                                                                                   |
| Лучшая режиссура                           | • Эмманюэль Берко — «Молодая кровь»                                                                                                 |
| Лучший актёр                               | • Венсан Линдон — «Закон рынка» (за роль Тьерри Тугурду)                                                                            |
| Лучший актёр                               | • Жан-Пьер Бакри — «Невероятно личная жизнь месье Сима» (фр.) (за роль Франсуа Сима)                                                |
| Лучший актёр                               | • Венсан Кассель — «Мой король» (за роль Джорджио Милевски)                                                                         |
| Лучший актёр                               | • Франсуа Дамьен — «Ковбои» (за роль Алена Баллана)                                                                                 |
| Лучший актёр                               | • Жерар Депардьё — «Долина любви» (за роль Жерара)                                                                                  |
| Лучший актёр                               | • Джесутасан Антонитасан — «Дипан» (за роль Дипана)                                                                                 |
| Лучший актёр                               | • Фабрис Лукини — «Горностай» (за роль Мишеля Расина)                                                                               |
| Лучшая актриса                             | • Катрин Фро — «Маргарита» (за роль Маргариты Дюмон)                                                                                |
| Лучшая актриса                             | • Любна Абидар — «Сильно любимая» (за роль Нохи)                                                                                    |
| Лучшая актриса                             | • Эмманюэль Берко — «Мой король» (за роль Тони)                                                                                     |
| Лучшая актриса                             | • Сесиль де Франс — «Наше лето» (за роль Кароль)                                                                                    |
| Лучшая актриса                             | • Катрин Денёв — «Молодая кровь» (за роль Флоранс Блак)                                                                             |
| Лучшая актриса                             | • Изабель Юппер — «Долина любви» (за роль Изабель)                                                                                  |
| Лучшая актриса                             | • Сориа Зеруаль (фр.) — «Фатима» (за роль Фатимы)                                                                                   |
| Лучший актёр второго плана                 | • Бенуа Мажимель — «Молодая кровь» (за роль Янна)                                                                                   |
| Лучший актёр второго плана                 | • Мишель Фо — «Маргарита» (за роль Атоса Пеццини / Диво)                                                                            |
| Лучший актёр второго плана                 | • Луи Гаррель — «Мой король» (за роль Соляля)                                                                                       |
| Лучший актёр второго плана                 | • Андре Маркон — «Маргарита» (за роль Жоржа Дюмона)                                                                                 |
| Лучший актёр второго плана                 | • Венсан Ротье — «Дипан» (за роль Брахима)                                                                                          |
| Лучшая актриса второго плана               | • Сидсе Бабетт Кнудсен — «Горностай» (за роль Дитт Лоренсен-Котер)                                                                  |
| Лучшая актриса второго плана               | • Сара Форестье — «Молодая кровь» (за роль Северин Феррандот)                                                                       |
| Лучшая актриса второго плана               | • Аньес Жауи — «На плаву» (фр.) (за роль Летиции)                                                                                   |
| Лучшая актриса второго плана               | • Ноэми Львовски — «Наше лето» (за роль Моник Беншиессы)                                                                            |
| Лучшая актриса второго плана               | • Карин Виар — «21 ночь с Патти» (за роль Патти)                                                                                    |
| Самый многообещающий актёр                 | • Род Парадо — «Молодая кровь» |
| Самый многообещающий актёр                 | • Сванн Арло — «Анархисты» |
| Самый многообещающий актёр                 | • Кантен Дольмер — «Три воспоминания моей юности»                                                                                   |
| Самый многообещающий актёр                 | • Феликс Моати (фр.) — «Давайте втроём» (фр.)                                                                                       |
| Самый многообещающий актёр                 | • Финнегэн Олдфилд — «Ковбои» |
| Самая многообещающая актриса               | • Зита Анро (фр.) — «Фатима» |
| Самая многообещающая актриса               | • Лу Руа-Леколлине — «Три воспоминания моей юности»                                                                                 |
| Самая многообещающая актриса               | • Камилль Коттен — «Идиотка — королева сердец» (фр.)                                                                                |
| Самая многообещающая актриса               | • Сара Жиродо (фр.) — «Глупости» (фр.)                                                                                              |
| Самая многообещающая актриса               | • Диана Руксель (фр.) — «Молодая кровь»                                                                                             |
| Лучший оригинальный сценарий               | • Дениз Гамзе Эргювен, Алис Винокур (фр.) — «Мустанг»                                                                               |
| Лучший оригинальный сценарий               | • Ноэ Дебре (фр.), Тома Бидеген, Жак Одиар — «Дипан»                                                                                |
| Лучший оригинальный сценарий               | • Ксавье Джанноли — «Маргарита» |
| Лучший оригинальный сценарий               | • Эмманюэль Берко, Марсия Романо (фр.) — «Молодая кровь»                                                                            |
| Лучший оригинальный сценарий               | • Арно Деплешен, Жюли Пейр — «Три воспоминания моей юности»                                                                         |
| Лучший адаптированный сценарий             | • Филипп Фокон — «Фатима» |
| Лучший адаптированный сценарий             | • Давид Эльхоффен (фр.), Фридерик Теллье (фр.) — «Дело СК1»                                                                         |
| Лучший адаптированный сценарий             | • Самюэль Беншетри (фр.) — «Асфальт» (фр.)                                                                                          |
| Лучший адаптированный сценарий             | • Венсан Гаренк (фр.), Стефани Кабель (фр.) — «Справедливость или хаос» (фр.)                                                       |
| Лучший адаптированный сценарий             | • Хелен Зиммер, Бенуа Жако — «Дневник горничной»                                                                                    |
| Лучшая музыка к фильму                     | • Уоррен Эллис — «Мустанг» |
| Лучшая музыка к фильму                     | • Рафаэль — «Ковбои» |
| Лучшая музыка к фильму                     | • Эннио Морриконе — «В мае делай всё, что тебе нравится» (фр.)                                                                      |
| Лучшая музыка к фильму                     | • Стивен Уорбек — «Мой король» |
| Лучшая музыка к фильму                     | • Грегуар Этзель — «Три воспоминания моей юности»                                                                                   |
| Лучший монтаж                              | • Матильда Ван де Мортель — «Мустанг»                                                                                               |
| Лучший монтаж                              | • Жюльетт Вельфлин (фр.) — «Дипан»                                                                                                  |
| Лучший монтаж                              | • Сирил Накаш — «Маргарита» |
| Лучший монтаж                              | • Симон Жаке — «Мой король» |
| Лучший монтаж                              | • Лоранс Брио (фр.) — «Три воспоминания моей юности»                                                                                |
| Лучшая работа оператора                    | • Кристоф Оффенштейн — «Долина любви»                                                                                               |
| Лучшая работа оператора                    | • Эпонин Момансо — «Дипан» |
| Лучшая работа оператора                    | • Глинн Спекарт (фр.) — «Маргарита»                                                                                                 |
| Лучшая работа оператора                    | • Давид Шизалле — «Мустанг» |
| Лучшая работа оператора                    | • Ирина Любчански — «Три воспоминания моей юности»                                                                                  |
| Лучшие декорации                           | • Мартин Курель (чеш.) — «Маргарита»                                                                                                |
| Лучшие декорации                           | • Мишель Бартелеми (фр.) — «Дипан»                                                                                                  |
| Лучшие декорации                           | • Катя Вышкоп (фр.) — «Дневник горничной»                                                                                           |
| Лучшие декорации                           | • Жан Рабасс (фр.) — «Запах мандарина»                                                                                              |
| Лучшие декорации                           | • Тома Бакени — «Три воспоминания моей юности»                                                                                      |
| Лучшие костюмы                             | • Пьер-Жан Ларрок (фр.) — «Маргарита»                                                                                               |
| Лучшие костюмы                             | • Анаис Роман (фр.) — «Дневник горничной»                                                                                           |
| Лучшие костюмы                             | • Селин Созен — «Мустанг» |
| Лучшие костюмы                             | • Катрин Летерье (фр.) — «Запах мандарина»                                                                                          |
| Лучшие костюмы                             | • Натали Рауль — «Три воспоминания моей юности»                                                                                     |
| Лучший звук                                | • Франсуа Мюзи, Габриэль Хафнер — «Маргарита»                                                                                       |
| Лучший звук                                | • Даниэль Собрино, Валери Делюф, Сирил Хольц — «Дипан»                                                                              |
| Лучший звук                                | • Николя Прово, Аньес Равез, Эммануэль Крозе (фр.) — «Мой король»                                                                   |
| Лучший звук                                | • Ибрагим Жёк, Дамьен Гийом, Оливье Гуэнар — «Мустанг»                                                                              |
| Лучший звук                                | • Николя Кантен, Сильван Мальбран, Стефан Тибо — «Три воспоминания моей юности»                                                     |
| Лучший дебютный фильм                      | • Мустанг / Mustang (реж. Дениз Гамзе Эргювен; продюсер: Шарль Жилибер)                                                             |
| Лучший дебютный фильм                      | • Дело СК1 / L’Affaire SK1 (реж. Фридерик Теллье; продюсеры: Жюльен Мадон, Жюльен Леклерк)                                          |
| Лучший дебютный фильм                      | • Ковбои / Les Cowboys (реж. Тома Бидеген; продюсер: Ален Атталь)                                                                   |
| Лучший дебютный фильм                      | • Ни на небесах, ни на земле / Ni le ciel ni la terre (реж. Клеман Кожитор; продюсеры: Жан-Кристоф Реймон, Амори Овиз)              |
| Лучший дебютный фильм                      | • Вместе или никак / Nous trois ou rien (реж. Кейрон; продюсеры: Симон Истоленен, Сидони Дюма)                                      |
| Лучший полнометражный анимационный фильм   | • Маленький принц / Le Petit Prince (реж. Марк Осборн)                                                                              |
| Лучший полнометражный анимационный фильм   | • Адама / Adama (реж. Симон Руби)                                                                                                   |
| Лучший полнометражный анимационный фильм   | • Аврил и поддельный мир / Avril et le Monde truqué (реж. Кристиан Димар, Франк Экинси)                                             |
| Лучший короткометражный анимационный фильм | • Воскресный обед / Le Repas dominical (реж. Селин Дево)                                                                            |
| Лучший короткометражный анимационный фильм | • La Nuit américaine d’Angélique (реж. Пьер-Эммануэль Лиет, Жорис Клерте)                                                           |
| Лучший короткометражный анимационный фильм | • Sous tes doigts (реж. Мари-Кристин Куртес)                                                                                        |
| Лучший короткометражный анимационный фильм | • Тигры на верёвочке / Tigres à la queue leu leu (реж. Бенуа Шью)                                                                   |
| Лучший документальный фильм                | • Завтра / Demain (реж. Сирил Дион, Мелани Лоран)                                                                                   |
| Лучший документальный фильм                | • Перламутровая пуговица / El botón de nácar (реж. Патрисио Гусман)                                                                 |
| Лучший документальный фильм                | • Cavanna jusqu'à l’ultime seconde, j’écrirai (реж. Дэни Робер)                                                                     |
| Лучший документальный фильм                | • Исчезнувшее изображение / L’image manquante (реж. Ритхи Пань)                                                                     |
| Лучший документальный фильм                | • Молодёжь Германии / Une jeunesse allemande (реж. Жан-Габриэль Перьо)                                                              |
| Лучший короткометражный фильм              | • La Contre-allée (реж. Сесиль Дюкрок)                                                                                              |
| Лучший короткометражный фильм              | • Последний из французов / Le Dernier des Céfrans (реж. Пьер-Эммануэль Уркан)                                                       |
| Лучший короткометражный фильм              | • Попробуй умереть молодым / Essaie de mourir jeune (реж. Морган Симон)                                                             |
| Лучший короткометражный фильм              | • Ги Моке / Guy Môquet (реж. Деми Эренгер)                                                                                          |
| Лучший короткометражный фильм              | • Мой герой / Mon héros (реж. Сильван Деклюз)                                                                                       |
| Лучший иностранный фильм                   | • Бёрдмэн / Birdman (США, реж. Алехандро Гонсалес Иньярриту)                                                                        |
| Лучший иностранный фильм                   | • Сын Саула / Saul fia (Венгрия, реж. Ласло Немеш)                                                                                  |
| Лучший иностранный фильм                   | • Я умер, но у меня друзья / Je suis mort mais j’ai des amis (Бельгия, реж. Гийом Маландрен, Стефани Маландрин)                     |
| Лучший иностранный фильм                   | • Моя мама / Mia madre (Италия, реж. Нанни Моретти)                                                                                 |
| Лучший иностранный фильм                   | • Такси / تاکسی (Иран, реж. Джафар Панахи)                                                                                          |
| Лучший иностранный фильм                   | • Новейший завет / Le Tout Nouveau Testament (Бельгия, реж. Жако Ван Дормаль)                                                       |
| Лучший иностранный фильм                   | • Молодость / La giovinezza / Youth (Италия, реж. Паоло Соррентино)                                                                 |

### Специальная награда
| Почётный «Сезар» |  | • Майкл Дуглас |